# Se Canta
Se Canta (prononcé : [se ˈkantɒ] ;  ) est une chanson en occitan probablement écrite en gascon/béarnais par Gaston Fébus au Moyen Âge,. Son usage s'est généralisé dans toutes les régions de langue occitane,, au point que cette chanson est considérée comme l'hymne de l'Occitanie,,. C'est une chanson aussi très populaire dans le milieu de la musique occitane et plus généralement dans la musique traditionnelle.
Selon la graphie et le dialecte occitan ou gascon, le titre s'orthographie Se Chanta (nord-occitan), Se Canto (provençal, Graphie mistralienne), ou Se Canti (béarnais). En Béarn, pays d'origine de Gaston Fébus, l'appellation Aqueras Montanhas est davantage utilisée. D'autres appellations locales sont A la font de Nimes dans la région de Nîmes, ou Montanhes Araneses dans le val d'Aran.
Le Se Canta est repris d'un bout à l'autre de l'Occitanie, avec des variations dialectales et même des variations dans les paroles,,. Les différentes versions du Se Canta reprennent les mêmes thèmes et figures : les hautes montagnes, obstacle à la réalisation amoureuse, le rossignol servant d'intermédiaire entre les deux amants et enfin, la relation amoureuse impossible. Des versions locales font cependant référence à la ville de Nîmes, A la font de Nimes ou à un pré Al fond de la prada, sans que l'on ne sache à quelle époque ces versions ont vu le jour, ni leur origine exacte. Pour de nombreux chercheurs et érudits, l'air de Gaston Fébus serait devenu tellement populaire qu'il aurait été repris et adapté localement, voire mélangé à d'autres chants populaires locaux.

## Historique

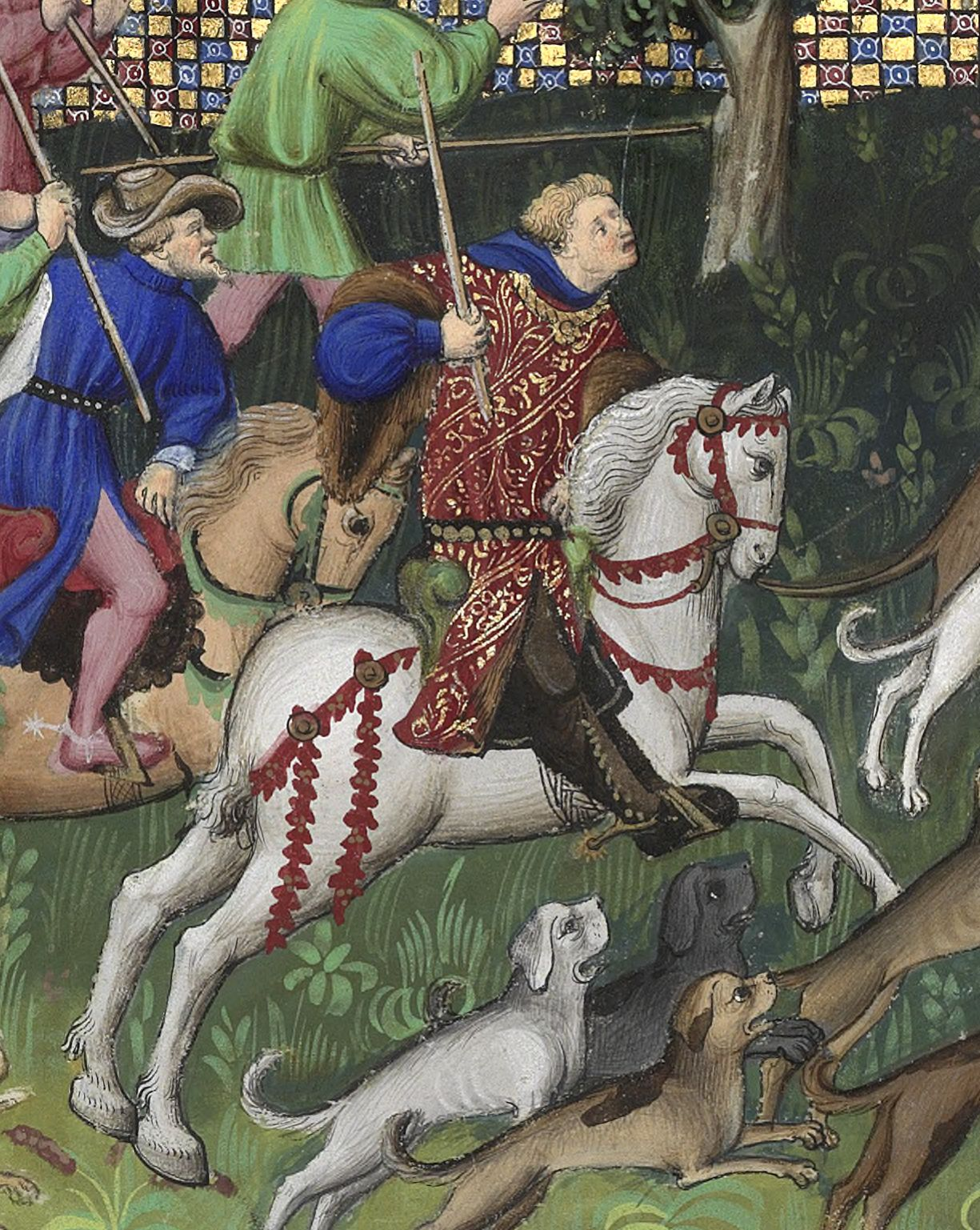
Gaston Phébus serait, selon la tradition, l'auteur de cette chanson.

Se Canta est considéré depuis le XXe siècle comme l'hymne du Béarn, (et de la Gascogne), ainsi que de l'Occitanie,,.
Gaston Fébus (1331 - 1391), comte de Foix et vicomte de Béarn, en serait l'auteur. Gaston Fébus est né en 1331 au château de Moncade à Orthez, en Béarn. Fils de Gaston II et d'Aliénor de Comminges, sa langue maternelle est l'ancien occitan, plus précisément l'ancien gascon avec pour devise « Toque-y si gauses » (« Touches-y si tu oses ») qui est depuis devenue celle de sa ville natale.
Poète à ses heures, réputé pour son érudition, sa connaissance des divers dialectes occitans parlés à l'époque et son amour de la musique, Gaston Fébus aurait été délaissé par Agnès de Navarre, retournée en Navarre dans le royaume de son père de Philippe III, de l'autre côté des Pyrénées.
Gaston Fébus aurait alors rédigé Se Canti pour implorer sa belle de revenir auprès de lui. Cette hypothèse est communément admise, même si aucune preuve dans les écrits de l'époque ne nous permet de confirmer la paternité de Gaston Fébus sur cette chanson. D'autres versions voudraient que Gaston Fébus aurait écrit cette chanson, dans laquelle il souhaite voir les Pyrénées s'affaisser afin de laisser libre cours à ses amours. Une autre version serait qu' Agnès de Navarre aurait rejoint la Navarre, lassée des diverses infidélités de son époux. Enfin, une dernière version affirme qu'après avoir eu un héritier, Fébus se serait débarrassé d'elle en la renvoyant à la cour de Navarre ; à la suite de la mort accidentelle de l'héritier, sa belle refusant de lui revenir, il aurait écrit cette chanson.
Ainsi, nul ne connaît avec exactitude la version d'origine de la chanson, cette dernière s'étant transmise de manière orale au cours des siècles, sûrement adaptée selon les chanteurs et les époques.
Ce n'est qu'au XIXe siècle que la forme du Se Canta a été fixée par les collecteurs et folkloristes dans les diverses anthologies de chants qu'ils ont pu publier.
Pendant la Première Guerre mondiale, Aqueras Mountanhas fut chanté par les poilus béarnais et bigourdans dans les tranchées.

## Usage

### Comme hymne

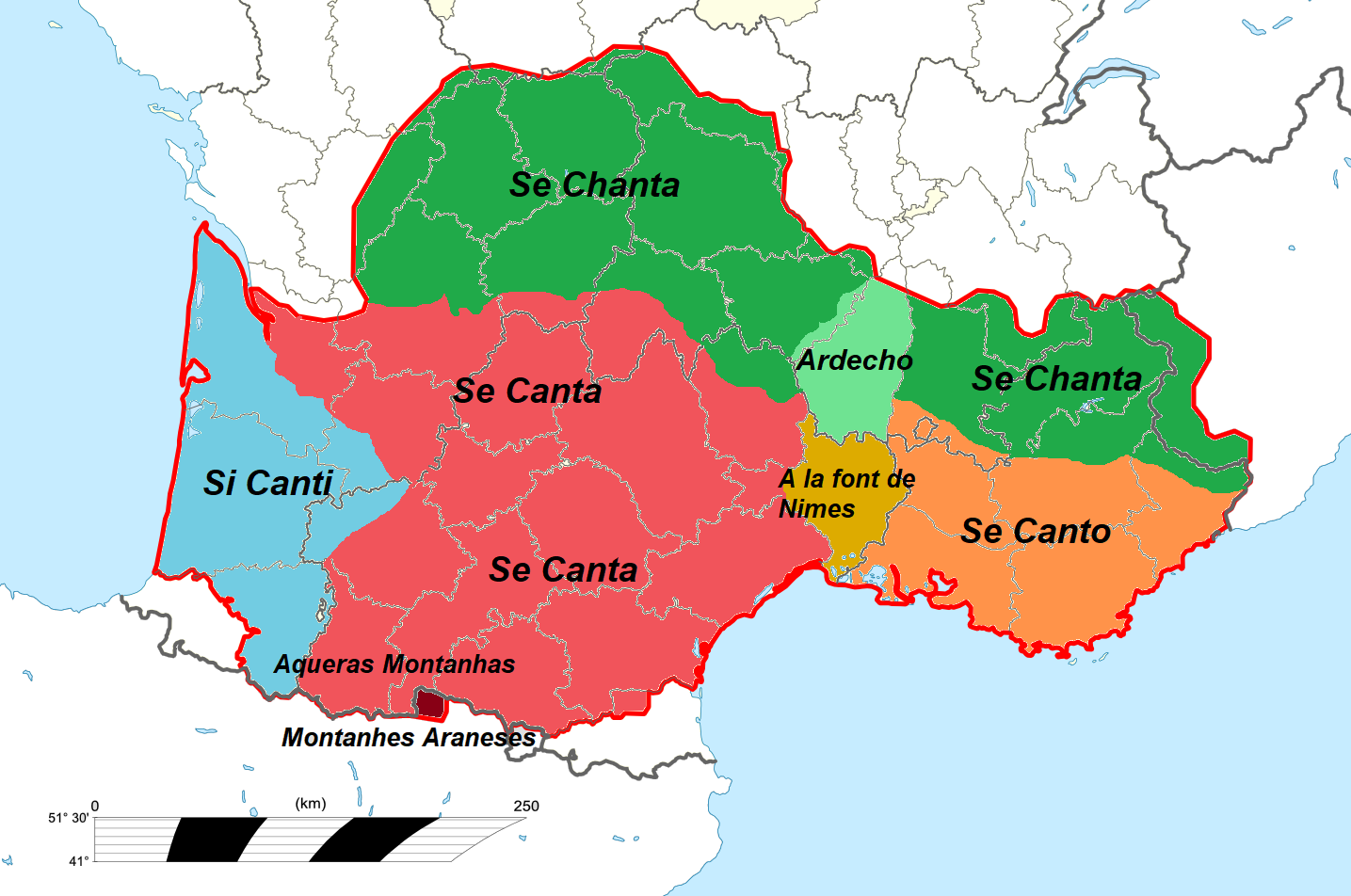
Différentes versions du Se Canta selon les dialectes et régions.

En France, il n'y a pas d'usage réglementé de ce chant, comme cela peut être le cas pour un hymne. Néanmoins, on l'utilise publiquement pour montrer son attachement à l'Occitanie, à la langue ou à une région occitane.
Le Se Canta a toutefois été déformé au début du XXe siècle pour devenir une chanson patriotique française dont les paroles ont été totalement changées.

#### Béarn et Gascogne
Ce chant a de tout temps été un des emblèmes du Béarn, indépendamment de l'appellation retenue. En 1895, les concerts de la Lyre Paloise donnaient une dimension lyrique à ce chant.
Ainsi, le 3 juin 2003, le député béarnais Jean Lassalle le chante dans l'hémicycle de l'Assemblée nationale pour protester contre l'abandon de sa région par les pouvoirs publics. Le 2 décembre 2006 à Serres-Castet, François Bayrou, lors de sa déclaration à la candidature pour l'élection présidentielle, entonne le Aqueras Montanhas à la fin de son discours.
La version chantée par le groupe Nadau s'intitule Aqueras Montanhas.

#### Espaces aranais
Depuis 1993, la vallée occitanophone du Val d'Aran en Espagne a pour hymne national Montanhes Araneses, version adaptée en aranais de Sa canta. Alidé Sans a chanté l'hymne du Val d'Aran à l'acte officiel de la Diada de la Catalogne en 2013. Cette prestation a été retransmise sur TV3, principale chaîne télévisuelle publique catalane.

#### Espace aragonais
Il est également populaire dans le Haut-Aragon (Espagne) avec le nom d'Aqueras montanyas ou Aqueras montañas, chanté en aragonais, et avec des paroles similaires. Il a été compilé par le groupe aragonais Biella Nuei et plus tard chanté, entre autres, par l'auteur-compositeur-interprète José Antonio Labordeta.

#### Espace languedocien
Cécile Duflot chante le refrain du Se Canta le 12 novembre 2015 lors d'un meeting unitaire de gauche pour les élections régionales à Montpellier.
Dans la ville d'Aurillac et sa région, où le parler aurillacois est de l'occitan méridional, le Se Canta a une forme très proche de celle du reste du domaine languedocien.

#### Espace nord-occitan
Dans le Massif central, son usage est également élevé dans les milieux occitanophones. La forme Se Canta languedocienne côtoie la version nord-occitane Se Chanta dans tout le Massif central, tant en Auvergne qu'en Limousin.
Le Se Chanta est très populaire dans les vallées occitanes du Piémont. On voit ainsi apparaître un usage protocolaire en Italie. En application de la loi 482-99 concernant les minorités linguistiques, de nombreuses communes des Vallées occitanes organisent une cérémonie autour de la pose du drapeau occitan sur les bâtiments officiels. Au cours de celle-ci, le Se chanta est chanté, ainsi que la cansoun de la Coupo. Cette cérémonie s'est déroulée pour la première fois en France, dans le village de Baratier, le 19 novembre 2006. Lors des Jeux olympiques 2006 à Turin, la version vivaro-alpine fut chantée pendant la cérémonie d'ouverture, car de nombreuses épreuves se déroulaient dans les Vallées occitanes.
L'air de Se Canta est, toujours dans un parler nord-occitan, repris par l'Ardecha, chant traditionnel considéré comme hymne non officiel de l'Ardèche.

### Sports
Cette chanson est omniprésente lors des matchs des clubs sportifs du Midi de la France. Le Se Canta est par exemple un des hymnes principaux des clubs de rugby occitans. C'est l'hymne officiel de celui montpelliérain Montpellier Hérault Rugby,, mais également un de ceux du Stade Toulousain. Dans la même ville, les supporteurs du Toulouse Football Club en ont fait leur hymne. À partir de la saison 2010-2011, le chant est également diffusé et chanté à l'entrée des joueurs sur la pelouse, devenant ainsi le véritable hymne du club toulousain. Ainsi qu'en début de match par les supporteurs de l'ASBH de Béziers. De même les joueurs de l'équipe d'Occitanie de football et les joueuses de l'équipe d'Occitanie féminine de football entonnent Se canta.
Le Si Canti est l'un des hymnes de la Section paloise (rugby à XV),.

## Les paroles
Il existe de nombreuses variantes de cette chanson.
Ci-dessous le texte occitan (compilé de différentes versions traditionnelles), sa version phonétique, sa traduction française et des variantes locales.

### Paroles des différentes versions
| Variante languedocienne                                                                | Variante gasconne                                                                   | Version nord-occitane                                                              | Version béarnaise                                                               | Variante Ardéchoise : L'Ardecha                                                       |
| -------------------------------------------------------------------------------------- | ----------------------------------------------------------------------------------- | ---------------------------------------------------------------------------------- | ------------------------------------------------------------------------------- | ------------------------------------------------------------------------------------- |
| Dejós ma fenèstra I a un aucelon Tota la nuèit canta Canta sa cançon                   | Devath ma hrièsta I a un auser(ilh)on Tota la nuit canta Canta sa cançon            | Devant ma fenestra I a un aucelon Tota la nuech chanta Chanta sa chançon           | Devath ma frinèsta Que i a un auseron Tota la nueit canta Canta sa cançon       |                                                                                       |
| Refrain : Se canta, que cante Canta pas per ieu Canta per ma mia Qu’es al luènh de ieu | Refrain : Se canta, que canti Canta pas per jo Canta per ma mia Qu'es au lunh de jo | Se Chanta, que chante Chanta pas per ieu Chanta per ma mia Qu'es aluenh de ieu     | Se canti, jo que canti Canti pas per jo Canti per ma mia Qui ei tan luehn de jo | Refrain : Ardecha, Ardecha, Marvilhós país; S'as pas vist Ardecha, As jamai ren vist. |
| Dessús ma fenèstra I a un ametlièr Que fa de flors blancas Coma de papièr              |                                                                                     | Dessús ma fenèstra I a un ametlièr Que fa de flors blanchas Coma de papièr         |                                                                                 | Avem un bèu Ròse Mai de bèu país L'Ardecha mon òme, Es un paradís                     |
| Repic                                                                                  |                                                                                     |                                                                                    |                                                                                 | Refrain                                                                               |
| Aquelas flors blancas Faràn d’ametlons N'emplirem las pòchas Per ieu e per vos         |                                                                                     | Aquelas flors blanchas Faràn d’ametlons N'emplirem las pòchas Per ieu e per vos    | Baishatz-ve montanhas Planas, hauçatz-ve Tà qui posqui véder Mas amors on son   | Avèm de montanhas Que tòchan lo cèu E de verdas planas Per los bons tropèus.          |
| Repic                                                                                  |                                                                                     |                                                                                    |                                                                                 | Refrain                                                                               |
| Aval dins la plana I a un pibol traucat Lo cocut i canta Benlèu i a nisat              |                                                                                     | Aval dins la plana I a un píbol trauchat Lo cocut i chanta Benlèu i a nichat       | Aqueras montanhas Be s’abaisharàn E mas amoretas Que pareisheràn                | Dins 'quelas montanhas Fau veire lo buòu Avèm de chastanhas Gròssas coma d'uòus       |
| Repic                                                                                  |                                                                                     |                                                                                    |                                                                                 | Refrain                                                                               |
| Aquelas montanhas Que tan nautas son M’empachan de veire Mas amors ont son             | Aqueras montanhas Que tan hautas son M'empachan de véser Mes amors on son           | Aquelas montanhas Que tan nautas son M’empachan de veire Mas amors ente son        | Aqueras montanhas Qui tan hautas son M’empaishan de véder Mas amors on son      | Avèm de ribièras Plenas de peissons Que chantan dins l'aiga La nueit mai lo jorn.     |
| Repic                                                                                  | Refrain                                                                             |                                                                                    |                                                                                 | Refrain                                                                               |
| Abaissatz-vos, montanhas Planas auçatz-vos Per que posqui veire Mas amors ont son      | Baishatz-vos montanhas Planas hauçatz-vos Per que pusqui véser Mes amors on son     | Abaissatz-vos, montanhas Planas levatz-vos Per que posque veire Mas amors ente son | Se sabí las véder On las rencontrar Passarí l'aigueta Shens paur de'm negar     | Un solèu que brilha Solèu d'au miegjorn La cigala trilha Canta tot lo jorn.           |
| Repic                                                                                  | Refrain                                                                             |                                                                                    |                                                                                 | Refrain                                                                               |
| Aquelas montanhas Se rabaissaràn E mas amoretas Se raprocharàn                         | Aqueras montanhas Que s'abaisharàn E mas amoretas Se raprocharàn                    | Aquelas montanhas Se rabaissarán E mas amoretas Se raprocharán                     | Aqueras montanhas Be s’abaisharàn E mas amoretas Que pareisheràn                | Lo mèrle que sibla Dins lo don dau riu Espera sa mia Per parlar d’amor                |
| Repic                                                                                  | Refrain                                                                             |                                                                                    |                                                                                 | Refrain                                                                               |
|                                                                                        |                                                                                     |                                                                                    | Las pomas son maduras Las cau amassar Et las joenas hilhas Las cau maridar.     | Ven, nòstr’ amicala Moenta tot lei jorns N'avem pas la canha Montarem totjorn         |
|                                                                                        |                                                                                     |                                                                                    |                                                                                 | Refrain                                                                               |
|                                                                                        |                                                                                     |                                                                                    |                                                                                 | Que monsur reclama Ai fait ma cançon A totas Midamas Vos balhe un poton !             |
|                                                                                        |                                                                                     |                                                                                    |                                                                                 | Refrain                                                                               |

### Traduction et prononciation française
| Écriture phonétique approximative pour un francophone                                     | Traduction en français                                                                                   |
| ----------------------------------------------------------------------------------------- | --- |
| Dédjouss ma fenèstro Ya un awselou Touto la neïc canto Canto sa cansou                    | Sous ma fenêtre Il y a un petit oiseau Qui toute la nuit chante Chante sa chanson                        |
| Refrain : Sé canto qué canté Canto pass per iéw Canto per ma mio Qu’éz al luèn de iéw     | Refrain : S’il chante, qu’il chante, Il ne chante pas pour moi Il chante pour ma mie Qui est loin de moi |
| Dessuss ma fenèstro I a un améllié Qué fa de flour blancoss Coumo dé papié                | Au-dessus de ma fenêtre Il y a un amandier Qui fait des fleurs blanches Comme du papier                  |
| Refrain                                                                                   | Refrain                                                                                                  |
| Aquéloss flou blancoss Faran damélloss Némpliren lass potchoss Per iéw e per bouss        | Ces fleurs blanches Feront des amandes On s'en remplira les poches Pour moi et pour vous                 |
| Refrain                                                                                   | Refrain                                                                                                  |
| Abal din la plano Ya um piboul trawcatt Lou coucutt i canto Bélèw ya nizatt               | En bas, dans la plaine Il y a un peuplier troué Le coucou y chante Peut-être y a-t-il niché ?            |
| Refrain                                                                                   | Refrain                                                                                                  |
| Aquéloss mountagnoss Qué tan nawtas soun M’émpatchoun de béïré Maz amouss ount soun       | Ces montagnes Qui sont si hautes M’empêchent de voir Où sont mes amours                                  |
| Refrain                                                                                   | Refrain                                                                                                  |
| Abaïssats bous mountagnoss Planoss awssats bous Perqué pousqui bèïre Maz amouss ount soun | Abaissez-vous, montagnes Plaines, haussez-vous Pour que je puisse voir Où sont mes amours                |
| Refrain                                                                                   | Refrain                                                                                                  |
| Aquéloss mountagnoss Sé rabaïssaran É maz amourétoss Sé raprotcharan                      | Ces montagnes Se rabaisseront Et mes amourettes Se rapprocheront                                         |

## Reprises
De nombreuses versions enregistrées existent : 
- Le Se Canta est l'un des titres phares du groupe gascon-béarnais Nadau.
- Se Canta est repris dans une version moderne par le chanteur occitan Charlou dans le groupe de musiques du monde Los Mond'oc, également par Georgine Brion.
- La fameuse animatrice télévisée Dorothée l'a reprise et modifiée dans la série « Le jardin des chansons » dans l'émission RécréA2 -Discopuce.
- Le chanteur Francis Cabrel en reprend la mélodie en 2015 dans son album In Extremis[46].

### Livres
- Collectif, Guide de la culture occitane, collection « Toulouse en grand ! », Mairie de Toulouse, Toulouse, 2019, [lire en ligne].
- (fr + oc) Daniel Loddo, Cécile Richard, Se canta, que cante - recueil de chants occitans, La Talvera, 2015, 248 p.
- Jean-Baptiste Bing, « Montagne en e-chanson : Se canto sur YouTube », Revue de géographie alpine, Grenoble, Université Grenoble-Alpes,‎ 2016 (ISSN 1760-7426, lire en ligne)
- Laurent Roustan, « Petite histoire officieuse du « Se canta » occitan », Centre Presse (Aveyron), Rodez, Groupe La Dépêche du Midi,‎ 1er février 2018 (lire en ligne)
- Annie Zerby-Cros, Marie-Jeanne Verny, « La chanson occitane. Essai de bibliographie », Lengas - revue de sociolinguistique, Montpellier, Presses universitaires de la Méditerranée (Université Paul-Valéry), vol. 67 « Chanson occitane et chansons en occitan dans la seconde moitié du vingtième siècle »,‎ 2010, p. 109-114 (lire en ligne)

### Autres médias
- [CD] Bruno Bonhoure, Chants des moments perdus en Massif Central, Clermont-Ferrand, La Camera delle Lacrime / Alpha, 2006.
- [Documentaire] Se Canta, documentaire sur l'hymne occitan dans l'émission Aranés'oc du 24 février 2013 de la chaîne catalane Barcelona TV.